# Consell Nacional de Mònaco
El Consell Nacional (en francès: Conseil national, en monegasc: Cunsiyu Naçiunale) és el parlament unicameral del Principat de Mònaco. Està format per 24 membres escollits democràticament per sufragi universal cada 4 anys. Les tasques són debatre i votar les lleis presentades pel govern, votar els pressupostos i ratificar els tractats internacionals.

## Història
El Consell Nacional es va crear amb la Constitució de 1911, promulgada després de la Revolució Monegasca de 1911. En aquell moment estava formada per 12 diputats i el seu poder era molt limitat.
Amb la Constitució de 1962, el Consell Nacional esdevé una assemblea legislativa formada per 18 membres. A partir d'aquest moment, s'amplia el poder d'aquest òrgan i ja pot modificar les lleis i aprovar pressupostos i tractats.
La revisió constitucional de 2002 va augmentar el nombre de diputats a 24, va canviar l'assignació d'escons.
El 2012 es va canviar la seu del Consell Nacional. Des de llavors està situada a la Rue de la Visitation.

## Sistema electoral
Abans de l'any 2002, tots els diputats s'escollien mitjançant escrutini majoritari plurinominal amb una sola circumscripció. Cada votant tenia tants vots com diputats s'havien d'escollir.
Amb la revisió constitucional del 2002, el mètode d'elecció canvia: 16 escons continuen assignant-se amb un sistema majoritari plurinominal, i 8 més s'assignen amb representació proporcional, amb una barrera legal del 5%. Les primeres eleccions després d'aquesta reforma foren les del 2003.

## Presidents
Llista de presidents entre 1911 i 2018:
- Eugène Marquet (1911-1914, 1918-1928)
- Jean Marsan (1928)
- Eugène Marquet (1930)
- Henri Settimo (1933-1944)
- Charles Bellando de Castro (1944-1950)
- Louis Aureglia-Cima (1950-1954)
- Joseph Simon (1954-1955)
- Louis Aureglia-Cima (1955-1958)
- Joseph Simon (1958-1959, 1962-1968)
- Auguste Médecin (1968-1978)
- Jean-Charles Rey (1978-1993)
- Jean-Louis Campora (1993-2003)
- Stéphane Valeri (2003-2010)
- Jean-François Robillon (2010-2013)
- Laurent Nouvion (2013-2016)
- Christophe Steiner (2016-2018)
- Stéphane Valeri (2018-2022)
- Brigitte Boccone-Pagès (2022-)

## Últimes eleccions
Resultats de les eleccions de l'11 de febrer de 2018:
| |                         |         |      |       |        |        |
| Partit | Partit                  | Vots    | Vots | Vots  | Escons | Escons |
| Partit | Partit                  | Total   | %    | +/–   | Total  | +/–    |
| | Primo! Prioritat Mònaco | 63.806  | 57,7 | +57,7 | 21     | +21    |
| | Horitzó Mònaco          | 28.858  | 26,1 | –24,2 | 2      | –18    |
| | Unió Monegasca          | 17.895  | 16,2 | –22,8 | 1      | –2     |
| Total | Total                   | 110.559 | 100  | –     | 24     | 0      |
| |                         |         |      |       |        |        |
| Vots vàlids | Vots vàlids             | 4.822   | 94,6 |       |        |        |
| Vots en blanc | Vots en blanc           | 100     | 2,0  |       |        |        |
| Vots nuls | Vots nuls               | 175     | 3,4  |       |        |        |
| Vots totals | Vots totals             | 5.097   | 100  |       |        |        |
| Cens/participació | Cens/participació       | 7.042   | 70,4 |       |        |        |
| Font: Mairie de Monaco Arxivat 2020-10-20 a Wayback Machine., Mairie de Monaco Arxivat 2020-10-20 a Wayback Machine. |                         |         |      |       |        |        |

## Llista de referències
1. 1 2 3  «Conseil National: quelques mots d'histoire», conseil-national.mc
2. ↑  «Loi n. 839 du 23/02/1968 sur les élections nationales et communales», Legimonaco.mc
3. ↑  «La liste des ancients présidents Arxivat 2017-10-01 a Wayback Machine.», conseil-national.mc